# Jaffrabad
Jaffrabad é uma vila no distrito de North East, no estado indiano de Deli.

## Demografia
Segundo o censo de 2001, Jaffrabad tinha uma população de 57 460 habitantes. Os indivíduos do sexo masculino constituem 53% da população e os do sexo feminino 47%. Jaffrabad tem uma taxa de literacia de 62%, superior à média nacional de 59,5%: a literacia no sexo masculino é de 67% e no sexo feminino é de 56%. Em Jaffrabad, 16% da população está abaixo dos 6 anos de idade.